# Mike Richard
Michael „Mike“ Richard (* 9. Juli 1966 in Scarborough, Ontario) ist ein ehemaliger kanadischer Eishockeyspieler und derzeitiger -trainer, der im Verlauf seiner aktiven Karriere zwischen 1983 und 2008 insbesondere in Nordamerika und der Schweiz gespielt hat. Sein Sohn Tanner ist ebenfalls professioneller Eishockeyspieler.

## Karriere als Spieler
Mike Richard wurde 1987 von den Washington Capitals verpflichtet, bis 1990 spielte er jedoch hauptsächlich in der American Hockey League (AHL). Für die Capitals absolvierte er sieben Spiele.
1990 wechselte Richard in die Schweiz zum Zürcher SC. Abgesehen von der Saison 1991/1992 bei den Milano Devils, mit denen er die Alpenliga gewann, spielte er 15 Jahre lang bis zum Ende seiner aktiven Karriere in den beiden obersten Schweizer Profiligen NLA und NLB, unter anderem für den Zürcher SC, die GCK Lions, die ZSC Lions, den SC Rapperswil-Jona und den EHC Olten.

### International
International spielte er neun Spiele für das Team Canada, davon fünf am Spengler Cup 1995, den das Team Canada gewann. Richard steuerte insgesamt zwei Tore und vier Assists zum Erfolg bei, womit er gemeinsam mit Gilles Thibeaudeau bester Scorer seines Teams war.
Im Februar 2007 musste er seine Karriere aufgrund einer Schulterverletzung beenden.

## Karriere als Trainer
Nach seiner Karriere als Spieler blieb Richard dem Schweizer Eishockey als Trainer erhalten, so unter anderem als Cheftrainer bei diversen Teams in der damals höchsten Amateurliga sowie im Nachwuchsbereich von diversen Vereinen der Ostschweiz.
Seit 2018 ist Richard Trainer der U17-Novizen-Mannschaft des EHC Bülach.

## Erfolge und Auszeichnungen
- 1987 Leo Lalonde Memorial Trophy
- 1988 Dudley „Red“ Garrett Memorial Award
- 1990 AHL Second All-Star Team
- 1992 Italienischer Meister mit den HC Devils Milano
- 1992 Alpenliga-Gewinn mit dem HC Devils Milano
- 1992 Spengler-Cup-Gewinn mit dem Team Canada
- 1993 Aufstieg in die Nationalliga A mit dem EHC Olten
- 1993 Topscorer der NLB-Playoffs
- 1995 Spengler-Cup-Gewinn mit dem Team Canada